# Polycope quadridentata
Polycope quadridentata is een mosselkreeftjessoort uit de familie van de Polycopidae.